# نيو سالم (ماساتشوستس)
نيو سالم (بالإنجليزية: New Salem, Massachusetts)‏ هي بلدة أمريكية تقع في الولايات المتحدة في مقاطعة فرانكلين (ماساتشوستس). يقدر عدد سكانها بـ 990 نسمة ومساحتها 151.9 كم2 و وترتفع عن سطح البحر 319 متر.

## أعلام
- إليشا هنت ألين